# بلغم
البَلغَم (من الإغريقيّة Φλέγμα) هو مادة مائعة لزجة تُفرزها الأغشية المخاطية عند البشر والحيوانات. يقتصر تعريف البلغم على المخاط الذي ينتجه جهاز التنفس، ما عدا ممّرات الأنف، وخاصةً ذلك المخاط الذي يخرجُ سعالاً (في البُصاق). يختلف تكوين البلغم اعتماداً على المناخ، والوراثة، وحالة الجهاز المناعي، ولكن البلغم أساساً هو مياه قائمة على هلام متألف من بروتين سكري، ومادة المناعي، والدهن وغيرها. يمكن أن يتلون البلغم بألوان مختلفة. يمكن أن يتنوع لونه من شفاف إلى شاحب أو أصفر داكن وأخضر، وأيضًا إلى البني الداكن، وحتى الرمادي الداكن تبعًا للمكونات.

## التمييز بين المخاط والبلغم
على عكس الاعتقاد الشائع وسوء الاستخدام، لا يكون المخاط والبلغم متشابهين دائمًا.

### مخاط
المخاط هو طبقة واقية طبيعية حول مجرى الهواء والعين والمحارة الأنفية والجهاز البولي التناسلي. المخاط هو هلام لزج الذي ينتج في مجرى الهواء عن طريق الغدد تحت المخاطية والخلايا الكأس وهي في الأساس المياه. كما أنه يحتوي على بروتينات سكرية مخاطية ذات وزن جزيئي مرتفع والتي تشكل بوليمرات خطية.

### بلغم
البلغم أكثر ارتباطًا بالمرض من المخاط ويمكن أن يكون مزعجا للفرد من الجسم. البلغم هو إفراز العصير في مجرى الهواء أثناء المرض والالتهاب. وعادة ما يحتوي البلغم على مخاط بفيروس، وبكتيريا، وأنقاض أخرى، وخلايا التهابية مبطنة. بمجرد أن يتم انغماس البلغم بواسطة سعال يصبح البلغم.

## البلغم الزائد
هناك العديد من العوامل التي يمكن أن تسهم في زيادة البلغم في الحلق أو الحنجرة.
- إساءة الصوت الصوتية: إساءة الاستخدام الصوتية هي إساءة استخدام أو الإفراط في استخدام الصوت بطريقة غير صحية مثل إزالة الحلق أو الصراخ أو الصياح أو التحدث بصوت عال أو الغناء بشكل غير صحيح.
- تطهير الحلق: تطهير الحلق يزيل البلغم أو يخففه ولكن الحبال الصوتية تضرب سوية مسببة الالتهاب وبالتالي زيادة البلغم.[2]
- الصراخ / الصياح: يؤدي الصراخ والصياح كلاهما إلى إصابة الحبال الصوتية ضد بعضها البعض مما يسبب الالتهاب والبلغم.[3][4][5][6][7]
- العقيدات: الصراخ المفرط، والصياح، والغناء غير الصحيح، وكذلك العادات المسيئة الأخرى يمكن أن تسبب العقيدات الصوتية. انظر عقيدات الحبل الصوتي لمزيد من المعلومات عن العقيدات.
- التدخين: الدخان حار وجاف، وتلوث الهواء الذي يجفف الأحبال الصوتية. مع كل نفس من الدخان، تلوث الحنجرة بالسموم التي تمنعها من إعادة الترطيب لمدة 3 ساعات.[8] تحتاج الحبال الصوتية إلى قدر معقول من التزييت وتنتفخ من الالتهاب عندما لا يكون لديها ما يكفي منه. عندما تنتفخ الطيات الصوتية وتلتهب، غالبًا ما يتم تكوين البلغم لمحاولة تخفيف الجفاف.[9][10]
- تجربة على ارتباط التدخين: في عام 2002، تم إجراء التجربة ونشرها من قبل الكلية الأمريكية لأطباء الصدر لمعرفة ما إذا كان هناك علاقة بين المدخنين والسعال والبلغم. في الدراسة، تمت دراسة 117 مشاركًا، وهو مزيج من المدخنين الحاليين، والمدخنين السابقين، وغير المدخنين، والتحكم الإيجابي في المشاركين الذين يعانون من مرض، مرض الانسداد الرئوي المزمن (COPD). في نهاية التجربة، وجد المجربون أن هناك ارتباطًا كبيرًا بين البلغم والسعال مع تدخين 0.49 (p <0.001.).
- المرض: خلال المرض مثل الأنفلونزا والبرد والالتهاب الرئوي، يصبح البلغم أكثر إفراطًا كمحاولة للتخلص من البكتيريا أو الجسيمات الفيروسية داخل الجسم. المرض الرئيسي المرتبط بالبلغم الزائد هو التهاب القصبات الحاد. من الأعراض الرئيسية لالتهاب الشعب الهوائية الحاد وجود كمية زائدة من البلغم وينجم عادة عن عدوى فيروسية، والعلاجات البكتيرية فقط، والتي تعد نادرة، يجب معالجتها بمضاد حيوي.[2][11]
- حمى القش، الربو: في حمى القش والربو، تصبح البطانة الداخلية في القصيبات ملتهبة وتخلق كمية زائدة من البلغم يمكن أن تسد مسارات الهواء.[12]
- تلوث الهواء: في دراسات الأطفال، وجد أن ملوثات الهواء تزيد البلغم عن طريق تجفيف الأجزاء المهيجة من الحلق.

## البلغم ومذهب الأخلاط
النزعة النظرية هي نظرية قديمة أن جسم الإنسان مليء بأربعة مواد أساسية، تسمى الأربعة أنواع من الفكاهة، والتي يتم الاحتفاظ بها بشكل متوازن عندما يكون الشخص بصحة جيدة. ويرتبط ارتباطًا وثيقًا بالنظرية القديمة للعناصر الأربعة وينص على أن جميع الأمراض والإعاقات ناتجة عن فائض أو عجز في الصفراء، والصفراء، والبلغم، والدم. يرجع أبوقراط، وهو طبيب طبي يوناني قديم، لهذه النظرية، حوالي 400 قبل الميلاد. لقد أثر ذلك على التفكير الطبي لأكثر من 2000 عام، حتى تم تصديقه في نهاية المطاف في القرن التاسع عشر.
كان يُعتقد أن البلغم يرتبط بسلوك غير منتظم ؛ يتم الحفاظ على هذا الاعتقاد القديم في كلمة "بلغم". هذه الصفة تشير دائما إلى السلوك، وينطق بشكل مختلف، مع إعطاء الوزن الكامل ل  يعني "البلغم" تقليديا أن يكون لديك القدرة على التحمل وأن تكون غير متأثر بالعواطف. يناقش السير ويليام أوسلر في عام 1889 ، العطف، عدم الرضا أو الهدوء في العاصفة المطلوبة من الأطباء. "إن عدم الاستقرار يعني الشعور بالبرودة ووجود العقل في جميع الظروف، والهدوء وسط العاصفة، وضوح الحكم في لحظات الخطر الشديد، وعدم الحركة، والاندفاع، أو استخدام كلمة بلغة قديمة ومعبرة". كان هذا هو خطاب الوداع في جامعة بنسلفانيا عام 1889 قبل أن يصبح طبيبًا رئيسًا في مستشفى جونز هوبكنز في بالتيمور، ميريلاند. هذا من "الاحتفاء بمساهمات وليام أوسلر" في محفوظات ألان ماسون تشيسني الطبية لمؤسسات جونز هوبكنز الطبية ".
إن البلغم من النزعة الخلوية أبعد ما يكون عن نفس البلغم كما هو محدد اليوم. الحائز على جائزة نوبل تشارلز ريشيت، دكتوراه في الطب، عندما وصف "البلغم أو إفراز الغدة النخامية" في الفكاهة في عام 1910 سأل الخطاب، "هذا السائل الغريب ، الذي هو سبب الأورام، من داء الاخضرار، الروماتيزم.

## الأمراض المرتبطة بالبلغم
قد يكون البلغم ناقل يرقات طفيليات الأمعاء (انظر دودة أنسيلوستوما). البصاق الدموي يمكن أن يكون أحد أعراض مرض خطير (مثل السلّ)، ولكن يمكن أيضاً أن يكون غير ضار نسبياً من أعراض مرض بسيط (مثل التهاب الشّعبيّ الحادّ). في الحالة الأخيرة، عادةً ما يكون البصاق مبقعاً بكمية خفيفة من الدماء. سعال أية كمية كبيرة من الدم هو دائماً حالة صحية خطيرة، وعلى أي شخص في هذه الحالة السعي إلى رعاية طبية.